# Jorn Vancamp
Jorn Vancamp (Hoboken, 28 oktober 1998) is een Belgische voetballer die doorgaans als aanvaller speelt.

## Clubcarrière
Vancamp speelde in de jeugd van KV Mechelen. In juli 2014 verruilde hij Mechelen voor de –21 van RSC Anderlecht. Toen hij daar aankwam nam hij de nummer 49. Zijn eerste minuten voor het eerste elftal van Anderlecht waren op 26 september 2016 tegen KVC Westerlo. Toen viel hij in de 88 minuut om Nicolae Stanciu. Zijn eerste basisplaats in het eerste elftal van RSC Anderlecht was voor Vancamp op 8 december 2016 tegen ASSE Saint-Etienne in de Europa League. In het seizoen 2020/21 speelt hij bij FC Eindhoven dat hem huurt van Beerschot.

## Clubstatistieken[1]
| Seizoen | Club           | Competitie         | Competitie | Competitie | Beker | Beker | Internationaal | Internationaal | Totaal | Totaal |
| Seizoen | Club           | Competitie         | Wed.       | Dlp.       | Wed.  | Dlp.  | Wed.           | Dlp.           | Wed.   | Dlp.   |
| ------- | -------------- | ------------------ | ---------- | ---------- | ----- | ----- | -------------- | -------------- | ------ | ------ |
| 2016/17 | RSC Anderlecht | Jupiler Pro League | 1          | 0          | 0     | 0     | 1              | 0              | 2      | 0      |
| 2017/18 | → Roda JC      | Eredivisie         | 24         | 4          | 2     | 0     | —              | —              | 26     | 4      |
| 2018/19 | Beerschot      | Eerste klasse B    | 15         | 2          | 2     | 0     | —              | —              | 17     | 2      |
| 2019/20 | Beerschot      | Eerste klasse B    | 19         | 1          | 2     | 0     | —              | —              | 21     | 1      |
| TOTAAL  | TOTAAL         | TOTAAL             | 59         | 7          | 6     | 0     | 1              | 0              | 66     | 7      |

## Interlandcarrière[2]
Als veertienjarige maakte hij zijn debuut bij de nationale jeugdploegen. Hij speelde 4 wedstrijden voor –15 en scoorde een keer. Het jaar erna speelde hij twaalf keer voor –16 en scoorde voor hen twee doelpunten. In het seizoen 2014/15 speelde hij zeventien wedstrijden voor –17 en scoorde drie keer. Met –19 speelde hij acht wedstrijden en scoorde hij vijf keer.
1 Borgmans ·
4 Peijnenburg ·
5 Swerts ·
6 Dorenbosch ·
7 Blummel ·
8 S. Simons ·
10 Van Schuppen ·
11 Sleegers ·
15 Huisman ·
18 Limouri ·
19 Van Eijndhoven ·
20 Verheij ·
21 Muller ·
23 Konings ·
24 Van Aarle ·
25 Douglas ·
26 Brondeel ·
27 El Bouchataoui ·
28 Deenen ·
29 Smulders ·
29 Driessen Méndez ·
30 Fancito ·
30 Van Zutphen ·
31 Manders ·
32 Janga ·
33 Seedorf  ·
34 T. Simons ·
43 Kwaaitaal ·
99 Persyn ·
Coach: Verberne
· Assistent-trainer: Van Dijk
· Assistent-trainer: Riemersma
· Keeperstrainer: Segers